# Élections législatives de 1962 dans le Morbihan
Les élections législatives françaises de 1962 se déroulent les 18 et 25 novembre 1962. Dans le département du Morbihan, six députés sont à élire dans le cadre de six circonscriptions.

## Élus
| Circonscription | Député sortant     | Parti | Parti | Député élu ou réélu | Parti | Parti   |
| --------------- | ------------------ | ----- | ----- | ------------------- | ----- | ------- |
| 1re             | Raymond Marcellin  |       | CNIP  | Raymond Marcellin   |       | RI      |
| 2e              | Christian Bonnet   |       | MRP   | Christian Bonnet    |       | MRP     |
| 3e              | Hervé Laudrin      |       | MRP   | Hervé Laudrin       |       | UNR-UDT |
| 4e              | Yves du Halgouët   |       | CNIP  | Yves du Halgouët    |       | Modérés |
| 5e              | Louis Le Montagner |       | CNIP  | Maurice Bardet      |       | UNR-UDT |
| 6e              | Paul Ihuel         |       | MRP   | Paul Ihuel          |       | MRP     |

## Résultats

### Résultats à l'échelle du département
| Parti          | Parti                                          | Premier tour | Premier tour | Second tour | Second tour | Sièges |
| Parti          | Parti                                          | Voix         | %            | Voix        | %           | Sièges |
| -------------- | ---------------------------------------------- | ------------ | ------------ | ----------- | ----------- | ------ |
|                | Union pour la nouvelle République (UDT)        | 49 303       | 21,82        | 24 796      | 57,63       | 2      |
|                | Républicains indépendants                      | 38 626       | 17,10        |             |             | 1      |
|                | Modérés                                        | 20 277       | 8,98         | 1           |             |        |
|                | Majorité présidentielle                        | 108 206      | 47,90        | 24 796      | 57,63       | 4      |
|                |                                                |              |              |             |             |        |
|                | Mouvement républicain populaire                | 46 107       | 20,41        | Retrait     | Retrait     | 2      |
|                | Centre national des indépendants et paysans    | 9 460        | 4,19         | 548         | 1,27        | 0      |
|                | Centre démocratique                            | 55 567       | 24,60        | 548         | 1,27        | 2      |
|                |                                                |              |              |             |             |        |
|                | Parti communiste français                      | 30 815       | 13,64        | 17 683      | 41,1        | 0      |
|                | Section française de l'Internationale ouvrière | 29 556       | 13,08        | Retrait     | Retrait     | 0      |
|                | Radicaux centristes                            | 1 765        | 0,78         |             |             | 0      |
|                |                                                |              |              |             |             |        |
| Inscrits       | Inscrits                                       | 339 096      | 100,00       | 62 575      | 100,00      | 6      |
| Abstentions    | Abstentions                                    | 105 537      | 31,12        | 17 902      | 28,61       |        |
| Votants        | Votants                                        | 233 559      | 68,88        | 44 673      | 71,39       |        |
| Blancs et nuls | Blancs et nuls                                 | 7 650        | 3,28         | 1 646       | 3,68        |        |
| Exprimés       | Exprimés                                       | 225 909      | 96,72        | 43 027      | 96,32       |        |

### Résultats  par circonscription

#### Première circonscription (Vannes)
|                    | Raymond Marcellin sortant réélu | RI             | 38 626 | 85,12  |  |  |  |
|                    | Louis Le Maitre                 | SFIO           | 3 986  | 8,78   |  |  |  |
|                    | Édouard Le Bossenec             | PCF            | 2 765  | 6,09   |  |  |  |
|                    |                                 |                |        |        |  |  |  |
| Inscrits           | Inscrits                        | Inscrits       | 63 735 | 100,00 |  |  |  |
| Abstentions        | Abstentions                     | Abstentions    | 17 186 | 26,96  |  |  |  |
| Votants            | Votants                         | Votants        | 46 549 | 73,04  |  |  |  |
| Blancs et nuls     | Blancs et nuls                  | Blancs et nuls | 1 172  | 2,52   |  |  |  |
| Exprimés           | Exprimés                        | Exprimés       | 45 377 | 97,48  |  |  |  |
| Source : Data.gouv |                                 |                |        |        |  |  |  |

#### Deuxième circonscription (Auray)
|                    | Christian Bonnet sortant réélu | MRP            | 19 413 | 53,26  |  |  |  |
|                    | Léon Lechard                   | UNR-UDT        | 9 800  | 26,89  |  |  |  |
|                    | Albert Rivier                  | SFIO           | 3 630  | 9,96   |  |  |  |
|                    | Joseph Le Roux                 | PCF            | 3 608  | 9,9    |  |  |  |
|                    |                                |                |        |        |  |  |  |
| Inscrits           | Inscrits                       | Inscrits       | 54 939 | 100,00 |  |  |  |
| Abstentions        | Abstentions                    | Abstentions    | 17 794 | 32,39  |  |  |  |
| Votants            | Votants                        | Votants        | 37 145 | 67,61  |  |  |  |
| Blancs et nuls     | Blancs et nuls                 | Blancs et nuls | 694    | 1,87   |  |  |  |
| Exprimés           | Exprimés                       | Exprimés       | 36 451 | 98,13  |  |  |  |
| Source : Data.gouv |                                |                |        |        |  |  |  |

#### Troisième circonscription (Pontivy)
|                | Hervé Laudrin sortant réélu | UNR-UDT        | 27 746 | 73,65  |  |  |  |
|                | Julien Dilhuit              | PCF            | 4 674  | 12,41  |  |  |  |
|                | Alexis Jaffrézic            | SFIO           | 3 487  | 9,26   |  |  |  |
|                | Odette de Messières         | Radcent        | 1 765  | 4,69   |  |  |  |
|                |                             |                |        |        |  |  |  |
| Inscrits       | Inscrits                    | Inscrits       | 55 216 | 100,00 |  |  |  |
| Abstentions    | Abstentions                 | Abstentions    | 16 162 | 29,27  |  |  |  |
| Votants        | Votants                     | Votants        | 39 054 | 70,73  |  |  |  |
| Blancs et nuls | Blancs et nuls              | Blancs et nuls | 1 382  | 3,54   |  |  |  |
| Exprimés       | Exprimés                    | Exprimés       | 37 672 | 96,46  |  |  |  |

#### Quatrième circonscription (Ploërmel)
|                | Yves du Halgouët sortant réélu | Modérés        | 20 277 | 76,35  |  |  |  |
|                | Jean Mandart                   | SFIO           | 3 811  | 14,35  |  |  |  |
|                | Louis Noguès                   | PCF            | 2 470  | 9,3    |  |  |  |
|                |                                |                |        |        |  |  |  |
| Inscrits       | Inscrits                       | Inscrits       | 45 535 | 100,00 |  |  |  |
| Abstentions    | Abstentions                    | Abstentions    | 15 994 | 35,12  |  |  |  |
| Votants        | Votants                        | Votants        | 29 541 | 64,88  |  |  |  |
| Blancs et nuls | Blancs et nuls                 | Blancs et nuls | 2 983  | 10,1   |  |  |  |
| Exprimés       | Exprimés                       | Exprimés       | 26 558 | 89,9   |  |  |  |

#### Cinquième circonscription (Lorient)
| Candidat           | Candidat                   | Parti          | Premier tour | Premier tour | Second tour | Second tour |  |
| Candidat           | Candidat                   | Parti          | Voix         | %            | Voix        | %           |  |
| ------------------ | -------------------------- | -------------- | ------------ | ------------ | ----------- | ----------- |  |
|                    | Maurice Bardet élu         | UNR-UDT        | 11 757       | 28,17        | 24 796      | 57,63       |  |
|                    | Jean Maurice               | PCF            | 9 674        | 23,18        | 17 683      | 41,1        |  |
|                    | Louis Le Montagner sortant | CNIP           | 9 460        | 22,66        | 548         | 1,27        |  |
|                    | Louis Le Moënic            | SFIO           | 7 858        | 18,83        | Retrait     | Retrait     |  |
|                    | Paul Bollet                | MRP            | 2 990        | 7,16         | Retrait     | Retrait     |  |
|                    |                            |                |              |              |             |             |  |
| Inscrits           | Inscrits                   | Inscrits       | 62 591       | 100,00       | 62 575      | 100,00      |  |
| Abstentions        | Abstentions                | Abstentions    | 20 275       | 32,39        | 17 902      | 28,61       |  |
| Votants            | Votants                    | Votants        | 42 316       | 67,61        | 44 673      | 71,39       |  |
| Blancs et nuls     | Blancs et nuls             | Blancs et nuls | 577          | 1,36         | 1 646       | 3,68        |  |
| Exprimés           | Exprimés                   | Exprimés       | 41 739       | 98,64        | 43 027      | 96,32       |  |
| Source : Data.gouv |                            |                |              |              |             |             |  |

#### Sixième circonscription (Hennebont)
|                    | Paul Ihuel sortant réélu | MRP            | 23 704 | 62,2   |  |  |  |
|                    | Eugène Crépeau           | PCF            | 7 624  | 20     |  |  |  |
|                    | François Giovannelli     | SFIO           | 6 784  | 17,8   |  |  |  |
|                    |                          |                |        |        |  |  |  |
| Inscrits           | Inscrits                 | Inscrits       | 57 080 | 100,00 |  |  |  |
| Abstentions        | Abstentions              | Abstentions    | 18 126 | 31,76  |  |  |  |
| Votants            | Votants                  | Votants        | 38 954 | 68,24  |  |  |  |
| Blancs et nuls     | Blancs et nuls           | Blancs et nuls | 842    | 2,16   |  |  |  |
| Exprimés           | Exprimés                 | Exprimés       | 38 112 | 97,84  |  |  |  |
| Source : Data.gouv |                          |                |        |        |  |  |  |